# Solonți, Mirhorod
Solonți (în ucraineană Солонці) este localitatea de reședință a comunei Solonți din raionul Mirhorod, regiunea Poltava, Ucraina.

## Demografie
Componența lingvistică a localității Solonți
     Ucraineană (98,51%)
     Rusă (1,24%)
     Alte limbi (0,25%)
Conform recensământului din 2001, majoritatea populației localității Solonți era vorbitoare de ucraineană (98,51%), existând în minoritate și vorbitori de rusă (1,24%).